# Timon Athénský

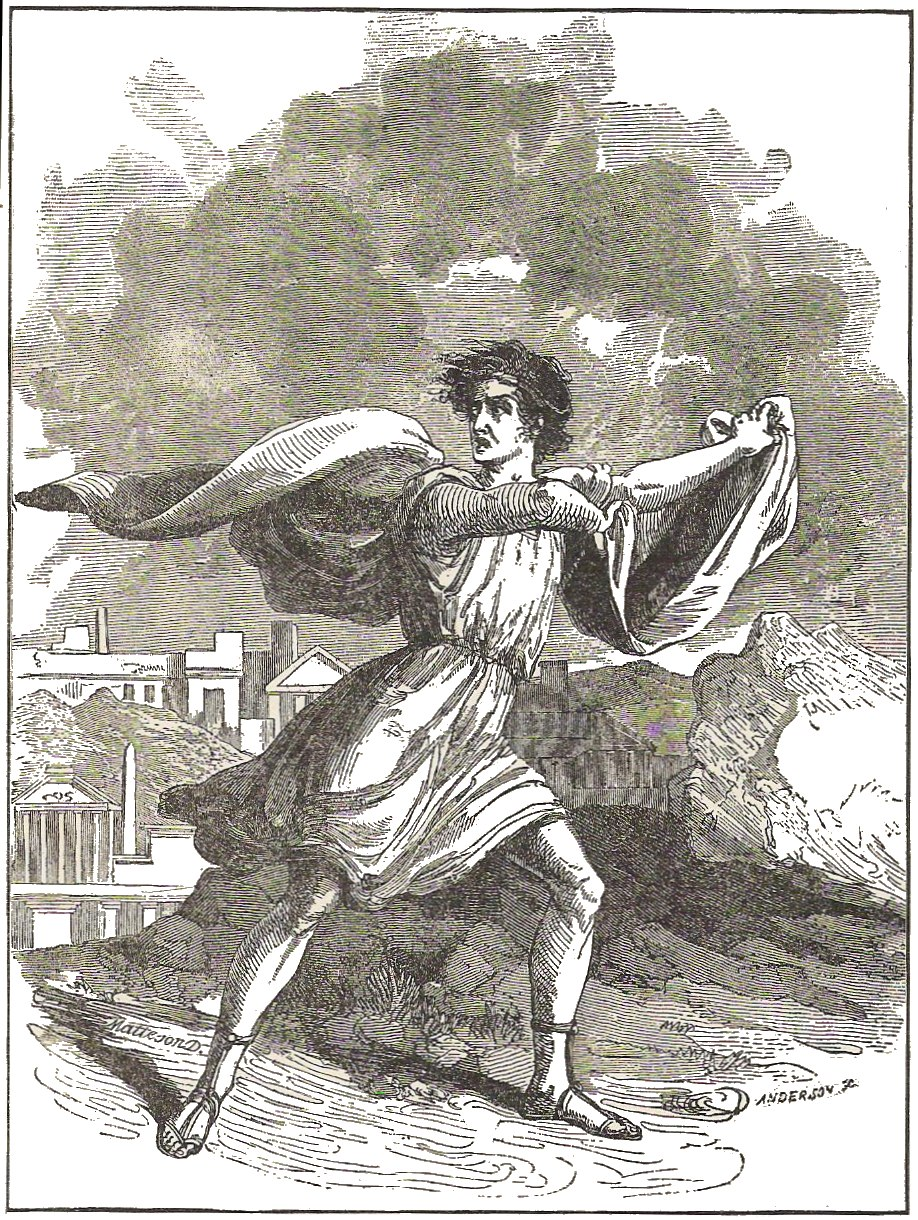
Ilustrace z Příběhů ze Shakespeara, McLoughlin Bros., 1890

Timon Athénský je tragédie Williama Shakespeara o osudech misantropického Athéňana Timona (a pravděpodobně také filozofa, který měl stejné jméno). Obecně je hra pokládaná za jedno z jeho nejtemnějších a nejtěžších děl.

## Postavy
- Timon Athénský
- Alcibiades - vojenský velitel a Timonův přítel
- Apemantus - filozof a hulvát
- Flavius - Timonův správce
- Flaminius - jeden z Timonových sluhů
- Servilius - jeden z Timonových sluhů
- Lucilius - jeden z Timonových sluhů, romantický mladík
- Ventidius - Timonův "přítel"
- Lucullus - Timonův "přítel"
- Lucius - Timonův "přítel"
- Sempronius Timonův "přítel"

## Děj

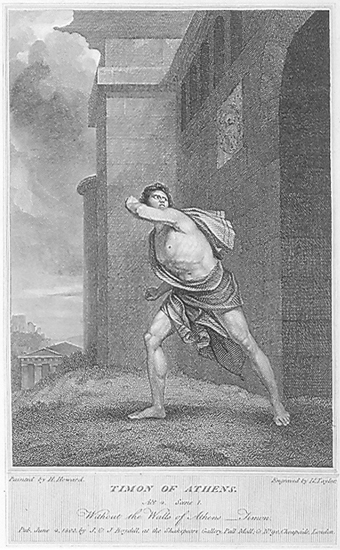
Timon se zříká společnosti.)

Timon původně nebyl misantrop, je to bohatý a štědrý Athéňan. Pořádá hostinu, které se zúčastní téměř všechny hlavní postavy. Timon marnotratně rozhazuje peníze a všichni se ho snaží potěšit, aby dostali víc, až na Apemanta, hrubiánského filozofa, jehož cynismus Timon zatím neumí docenit.
Timon přijímá díla od básníka a malíře a šperky od šperkaře, ale všechno to rozdá. Timonův sluha Lucilius si namlouvá dceru starého Athéňana. Onen muž se hněvá, ale Timon mu zaplatí tři talenty výměnou za to, že dá svolení ke sňatku, protože štěstí jeho sluhy za tu cenu stojí. Timon se dozvídá, že jeho přítel Ventidius je ve vězení pro dlužníky, zaplatí jeho dluhy a Ventidius se tak může zúčastnit hostiny. Timon pronese řeč o důležitosti přátelství a během oslavy stále rozdává věci svým přátelům.
Timon rozdal všechno své bohatství. Flavius, Timonův správce, se hněvá, jakým způsobem Timon vše utratil - za sponzorování parazitujících umělců a splacení dluhů pochybných přátel. Timonovi to sdělí po jeho návratu z lovu a ten se ptá, proč mu to nikdo neřekl dřív. Svůj hněv si ventiluje na Flaviovi, který mu sděluje, že se snažil ho na to opakovaně upozornit, ale neúspěšně.
Věřitelé po Timonovi žádají okamžité splacení toho, co jim dluží, ten však nemůže zaplatit a posílá sluhy za přáteli, které považuje za své nejbližší. Jeden po druhém jsou však sluhové Timonovými falešnými přáteli odmítání. Timon poté se svými sluhy rozmlouvá o pomstě na příští hostině. Tentokrát je to mnohem menší oslava, určená jen pro ty, kdo ho podle jeho názoru zradili. Tentokrát se servíruje pouze kamení a vlažná voda. Obojí po svých hostech Timon rozhází a utíká z domu. Loajální Flavius se ho vydá hledat.
Timon si našel nový domov v jeskyni. Zde v podzemí objevuje zlatý poklad. Zvěsti o tom se rozšíří a Alcibiades, Apemantus a tři banditi Timona najdou dříve než Flavius. Timon nabízí většinu zlata Alkibiadovi, aby podpořil jeho útok na město, které chce nyní vidět zničené. Zbytek dá prostitutkám, aby šířily nemoci.
Objevuje se Flavius, který také chce peníze, ale zároveň, aby se Timon vrátil do společnosti. Timon uznává, že ve Flaviovi měl jediného opravdového přítele, ale běduje, že tento muž je pouhý sluha. Umírá v divočině, Alkibiadés je na pochodu k Athénám. 